# Шпак Олексій Андрійович
Олексій Андрійович Шпак нар. 8 січня 1977, Ростуче) — український футболіст, що грав на позиції воротаря. Відомий за виступами у складі сімферопольської «Таврії» у вищій українській лізі, а також низці українських та білоруських клубів нижчих ліг.

## Кар'єра футболіста
Олексій Шпак дебютував у професійному футболі 24 травня 1994 року у вищій українській лізі у складі сімферопольської «Таврії» в матчі з вінницькою «Нивою». У сезоні 1994—1995 років футболіст грав у складі аматорського клубу «Сурож». У сезоні 1996—1997 років Олексій Шпак захищав ворота команди другої ліги «Портовик» з Керчі, втім зіграв лише 2 матчі. У другій половині 1998 року Шпак захищав ворота іншої команди другої ліги ВПС з Краматорська, зіграв у її складі 5 матчів. У 1999 році футболіст грав у складі команди другого білоруського дивізіону «Неман» (Мости), зіграв у її складі 20 матчів, після чого закінчив виступи у професійних командах.